# Горбань, Светлана Петровна
Светлана Петровна Горбань (укр. Світлана Петрівна Горбань; псевдоним: Веренич, урождённая Лапина; род. 7 ноября 1955, Сахалин, Сахалинская область) — украинская писательница и поэтесса, шестикратный лауреат Международного литературного конкурса «Коронация слова», лауреат Всеукраинского конкурса «Золотой Бабай», член Союза писателей Украины.

## Биография
Родилась в городе Оха на Сахалине в семье военного врача. В 1973 году окончила школу с золотой медалью. В 1977 году закончила Черкасский педагогический институт имени 300-летия Украины с Россией.  
Работала редактором в управлении кинофикации, методистом в управлении профтехобразования, 15 лет преподавала в гимназии русский язык и литературу, зарубежную литературу и культурологию. В 1992 году получила второе высшее образование — украинская филология.  
С детства писала стихи и рассказы, публиковалась в местной периодике, в 1999 году стала лауреатом Всеукраинского конкурса остросюжетного романа «Золотой Бабай». Шесть раз (2005, 2009, 2015, 2018, 2020, 2021) становилась лауреатом Международного литературного конкурса «Коронация слова», в том числе в 2015 году получила вторую премию. С 2010 года член Союза писателей Украины. Член редакционной коллегии журнала Черкасского отделения НСПУ «Холодный Яр». 

## Творчество
Работает в жанре социально-психологического романа, фэнтези, детектива, пишет на двух языках. Публиковалась в издательствах «Факт», «Клуб семейного досуга», «Фолио», в украинской и зарубежной периодике. Автор 7 опубликованных романов, а также повестей и многочисленных рассказов. Некоторые крупные произведения написала в соавторстве со своей сестрой Натальей Лапиной.

## Семья
Вдова, мать двоих детей.
Муж, Горбань Олег Алексеевич (01.01.1956 - 29.12.2024).
Дочь, Анастасия Удальцова — российский политический и общественный деятель левого толка, депутат Государственной Думы Федерального собрания Российской Федерации VIII созыва, член фракции КПРФ.
Сын, Роман Горбань.
Отец, Пётр Карлович Лапин (1923—2015) — военный, полковник медицинской службы, ветеран Великой Отечественной войны. В 1941 году, в возрасте 17 лет пошёл добровольцем на фронт, служил в пехоте. В 1942 году окончил Подольское артиллерийское училище, после чего вернулся на фронт. Участвовал в обороне Кавказа и Сталинградской битве, освобождал Ригу. Войну закончил в Прибалтике в звании старшего лейтенанта. После войны закончил Ярославский медицинский институт, продолжил службу в качестве военного врача. Служил на Дальнем Востоке, в Белоруссии, на Дальнем Севере. В 1956 году награждён медалью «За боевые заслуги» за героические действия при спасении замёрзших моряков. Закончил службу в звании полковника, поселился на Украине в городе Кременчуге. Больше 40 лет проработал врачом скорой помощи в составе реанимационной бригады. За несколько лет до смерти переехал в город Черкассы. Автор научных публикаций, активный участник ветеранского движения. За военные и гражданские заслуги награждён орденом Красной Звезды, орденом Богдана Хмельницкого второй степени, орденом Отечественной войны, медалями «За отвагу», «За боевые заслуги», «За оборону Кавказа», «За оборону Сталинграда», «За безупречную службу» трёх степеней, «Ветеран Вооружённых Сил СССР», «За доблестный труд. В ознаменование 100-летия со дня рождения В. И. Ленина», «Защитнику Отчизны» к юбилеям Победы и Вооружённых Сил, медалью Жукова, медалью Шоты Руставелли, медалями города Кременчуга, почётными знаками «Победитель социалистического соревнования» и «Ударник коммунистического труда», многочисленными грамотами и благодарностями.
Мать, Лидия Ивановна Лапина — дитя войны.
Сестра, Наталья Петровна Лапина — известная украинская писательница и поэтесса, литературовед, четырёхкратный лауреат Международного литературного конкурса «Коронация слова» (совместно с С. П. Горбань), член Союза писателей Украины. Имеет три высших образования.

### Произведения в соавторстве с Натальей Лапиной
- Апокриф: повість // Дніпровські хвилі. — 1995. — № 1. — С. 7-23.
- Ловці чарівного вітру: Роман. — К.: Факт, 2000. — 264 с. Другое издание: Невинна грішниця. — К.: Джерела, 2003. — 304 с.
- Роковая ошибка магов: Роман-фэнтези. — Харків: Книжковий клуб «Клуб сімейного дозвілля», 2002. — 240 с.
- Якщо подолаєш прокляття. — К.: Зелений Пес. Гамазин, 2006. — 224 с. Другое издание: Якщо полюбиш прокляття / Если полюбишь проклятье. — К.: Мультимедийное издательство Стрельбицкого, 2017.
- Увертюра: Роман. — К.: Джерела, 2004. — 288 с.
- Надія: сплутані пазли: Роман. К.: Країна мрій, 2011. — 240 с.
- Зодчий із пекла: Детективний роман. Черкаси: видавець Кандич. С. Г., 2013. — 240 с. Другое издание: Зодчий із пекла / Зодчий из преисподней. — К.: Мультимедийное издательство Стрельбицкого, 2016.
- Роман з містом: Роман.— Харків: Книжковий клуб «Клуб сімейного дозвілля», 2015. — 192 с.

### Романы
- І це все, що я хотіла сказати про кохання (под псевдонимом Світлана Веренич). – Харків: Фоліо, 2019. – 234 с.

### Рассказы
- Мандрівний дяк // Жінка. — 2002. — Вересень. — C. 10-11.
- Мандрівний дяк // УФО (Український фантастичний оглядач). — 2008. — № 2. — С. 15-16.
- Дорога // [www.zahid-shid.net/ Захід — Схід] — 25.08.2008. — вып.4. — Просторове. — С. 3.
- Любіть… // [www.zahid-shid.net/ Захід — Схід] — 22.10.2008. — вып.5. — Пентакль. — С. 1.
- Зграя: Оповідання // УФО (Український фантастичний оглядач). — 2011. — № 4. — С. 73.
- Кошеня та нічна відьма: Оповідання // Антологія творів письменників Черкащини про Велику Вітчизняну війну. — Черкаси: видавець Чабаненко Ю. А., 2013. — С. 427-432.
- Зграя. Троєручиця: Оповідання // Холодний яр. — 2015. — № 1. — С. 192-201.
- Цивільний шлюб // Львів. Смаколики. Різдво: збірка. — Харків: Книжковий Клуб «Клуб Сімейного Дозвілля», 2016. — С. 166-183.
- Чужа таємниця // Львів. Вишні. Дощі: збірка. — Харків: Книжковий Клуб «Клуб Сімейного Дозвілля», 2017. — С. 62-69.
- Зірка та лев, або Лицедійка // Львів. Пані. Панянки: збірка. — Харків: Книжковий Клуб «Клуб Сімейного Дозвілля», 2018. — С. 42-88.
- Кошеня та нічна відьма: Оповідання // Холодний Яр. — 2018. — № 2. — С. 173-178.
- Казка для дорослої доньки // Львів. Спогади. Кохання: збірка. – Харків: Книжковий Клуб "Клуб Сімейного Дозвілля", 2019. – С. 92-121.
- Таємниця палацу // Львів. Шоколад. Кам’яниці: збірка. – Харків: Книжковий Клуб "Клуб Сімейного Дозвілля", 2020. – С. 163-190.

### Эссе
- Мій віртуальний дід: Есей // Холодний яр. — 2013. — № 2. — С. 55-60.
- Чорні етюди Миколи Хвильового, або Рондо на вільну тему // Холодний Яр. — 2018. — № 1. — С. 256-261.

### Произведения для детей
- Дарунок: Казка // Діво на Різдво: Казки, притчі, оповідання. — Харків: Vivat, 2019. — С. 15-22.